# Eublemma rufogalactea
Eublemma rufogalactea là một loài bướm đêm trong họ Erebidae.